# 姆巴蒂基岛
姆巴蒂基島（斐濟語發音：[ᵐbaˈtʃiki]；亦作Mbatiki）是斐濟的島嶼，位於太平洋海域，屬於洛邁維蒂群島的一部分，面積12平方公里，最高點海拔高度186米，主要經濟活動有自給農業和漁業，人口約300。